# Michael Landau
Michael Landau, né le 1er juin 1958 à Los Angeles, est un guitariste américain. Prolifique musicien de studio depuis le début des années 1980, il travaille avec de nombreux artistes (Eros Ramazzotti, Joni Mitchell, Seal, Michael Jackson, Renaud, Mari Hamada, James Taylor, Richard Marx, Steve Perry, Miles Davis, etc.). Il a aussi participé à divers groupes, dont Raging Honkies et Burning Water.
Son frère, le bassiste Teddy Landau, épouse en 2004 la chanteuse Michelle Branch.

## Discographie

### En solo
- Tales from the Bulge (1990)
- The Star Spangled Banner (2001)
- Michael Landau Live 2000 (2001)
- The Michael Landau Group - Live (2006)
- Organic Instrumentals (2012)
- Rock Bottom (2018)

### Renegade Creation
- Renegade Creation (2010)
- Bullet (2012)

### Hazey Jane
- Holy Ghost (2009)

### Stolen Fish
- Give Me A Ride (1999)
- Like I Said (2001)

### The Raging Honkies
- We Are The Best Band (1994)
- Boner (1996)

### Burning Water
- Burning Water (1991)
- Mood Elevator (1992)
- Live And Lit (1993)
- Abbandonato (1994)